# سكان الصين

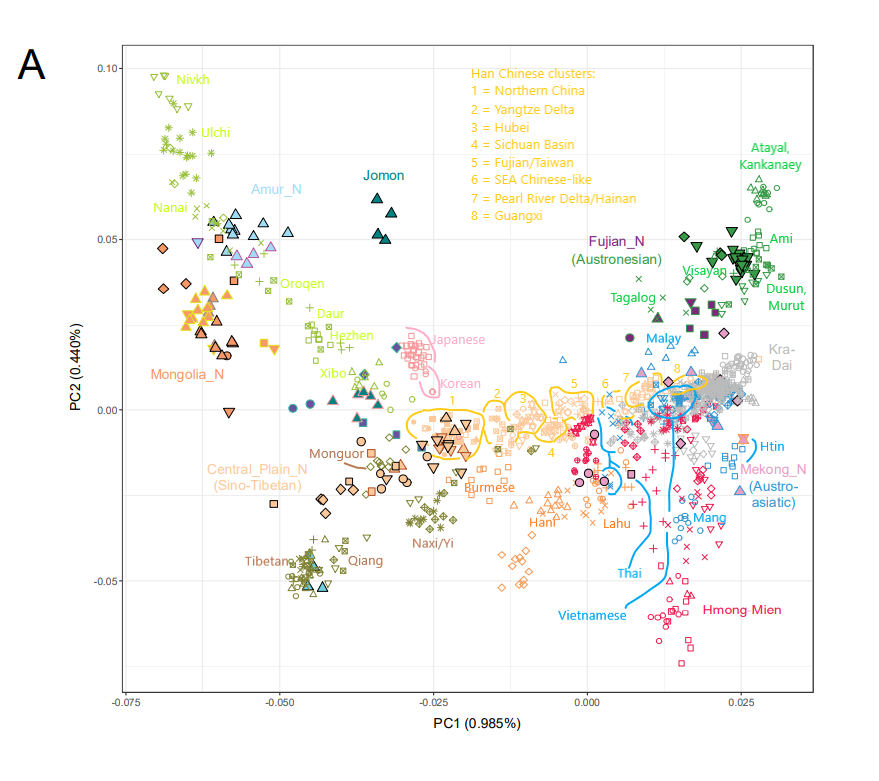
عينات شمال وشرق وجنوب شرق آسيا المسقطة على PCA (بما في ذلك عينات جومون)

في سياق الهجرات البشرية الأولى من قبل الإنسان العاقل، وصل شرق آسيا منذ حوالي 50000 عام (50 كيا). تباعدت السلالة غير المتمايزة «غير الإفريقية» البالغة 70 كيا إلى سلالات يمكن التعرف عليها من شرق آسيا وغرب أوراسيا بنحو 50 كيلو. تباعدت سلالة شرق آسيا المبكرة بشكل أكبر خلال العصر الجليدي الأخير الأقصى، وساهمت الخارجة من البر الرئيسي لجنوب شرق آسيا بشكل كبير في انتشار سكان الأمريكتين عبر بيرينجيا بحوالي 25 كيلو. بعد العصر الجليدي الأخير، انقطعت الصين عن مجموعات الجزر المجاورة. يُقدر أن النمط الظاهري المنغولي الحديث قد تطور بالكامل منذ حوالي 35000 عام، في مكان ما في وسط الصين. أصبحت الأنماط الظاهرية السابقة من العصر المنغولي القديم لأوائل شرق آسيا إما محل أو سادت بين المجموعات البعيدة جغرافيًا.

## التاريخ الجيني

### ملخص
لخصت ورقة مراجعة أعدتها ميليندا أ. يانغ (في عام 2022) وخلصت إلى أن «السكان القاعديين الشرقيين المميزين» يشار إليهم باسم «نسب شرق وجنوب شرق آسيا» (ESEA)؛ التي هي أسلاف لشرق آسيويين المعاصرين وجنوب شرق آسيا والبولينيزيين وسيبيريا، نشأت في البر الرئيسي لجنوب شرق آسيا في حوالي 50.000 قبل الميلاد، وتوسعت من خلال موجات الهجرة المتعددة جنوباً وشمالاً على التوالي. أدى هذا النسب من ESEA إلى ظهور سلالات فرعية مختلفة، وهو أيضًا أسلاف صيادون وجامعي الحضارة الهوابينهية في جنوب شرق آسيا ونسب تيانيوان التي يبلغ عمرها حوالي 40.000 عام الموجودة في شمال الصين، ولكنها بالفعل متباينة ومتميزة عن الأنساب ذات الصلة بأوروبا وأستراليا، وجدت في مناطق أخرى من أوراسيا ما قبل التاريخ. سلالة ESEA ثلاثية من سلالة شرق أوراسية أو «شرق غير أفريقي» (ENA) في مكان ما في جنوب آسيا، مما ساهم أيضًا في تكوين الصيادين الأصليين في جنوب آسيا (AASI) وكذلك الأستراليين.